# Беспахотный, Геннадий Васильевич
Геннадий Васильевич Беспахотный (род. 10 декабря 1937 года) — российский учёный в области экономики АПК, академик РАСХН (2007), академик РАН (2013).

## Биография
Родился 10 декабря 1937 г. в с. Красный Яр Жирновского района Волгоградской области.
Окончил Саратовский экономический институт (1959) и аспирантуру ВНИИ экономики сельского хозяйства (1964).
- 1964—1968 младший, старший научный сотрудник опорного пункта ВНИИЭСХ в колхозе, совхозе (Московская область).
- 1968—1978 старший научный сотрудник, зав. сектором, зав. отделом ВНИИ кибернетики,
- 1978—1988 зав. отделом НИИ экономики сельского хозяйства Нечернозёмной зоны РСФСР,
- 1988—1991 зав. кафедрой экономики сельского хозяйства Московской высшей партийной школы,
- 1991—1993 зам. директора научного центра «Агроэкопрогноз»,
- 1993 помощник зам. председателя Верховного Совета РФ,
- 1993—2000 зам. руководителя Департамента экономики Министерства сельского хозяйства России,
- зам. директора (2001—2010), с 2011 г. — главный научный сотрудник сектора планирования развития сельского хозяйства ФГБНУ «Всероссийский НИИ организации производства, труда и управления в сельском хозяйстве».

Доктор экономических наук (1982), профессор (1983), академик РАСХН (2007), академик РАН (2013).